# Икс Гонзалес
Икс Гонзалес (шп. X González, рођ. Ема Гонзалес, шп. Emma González; 11. новембар 1999) америчка је активисткиња и заговорница контроле оружја. Као средњошколка преживела је пуцњаву у средњој школи Стоунман Даглас у фебруару 2018. године у Паркланду на Флориди, и као одговор на то учествовала је у оснивању заговарачке групе за контролу оружја Never Again MSD.
Гонзалесова је одржала вирални говор против насиља оружјем, критикујући недостатак акција политичара које финансира НРА (енгл. National Rifle Association). Након тога, Гонзалесова је наставила да буде отворени активиста за контролу оружја, правећи истакнуте медијске наступе и помажући организовање Марша за наше животе. Говорећи на демонстрацијама, Гонзалесова је водила минут ћутања за жртве масакра; она је стајала на бини шест минута, колико је заправо и трајало сама пуцњава у школи.

## Дела
- „Parkland Student Emma González Opens Up About Her Fight for Gun Control”. Harper's Bazaar. 26. 2. 2018.
- „Opinion: A Young Activist's Advice: Vote, Shave Your Head and Cry Whenever You Need To”. The New York Times (на језику: енглески). 5. 10. 2018.
- „Emma González on Why This Generation Needs Gun Control”. Teen Vogue (на језику: енглески). 23. 3. 2018.